# Picumnus sclateri
Picumnus sclateri е вид птица от семейство Picidae.

## Разпространение
Видът е разпространен в Еквадор и Перу.